# Timur Kutlug
Timur Kutlug o Timur Qutlugh, in tartaro Тимер Котлыгъ (1370 circa – Saraj, 1399 o 1400) è stato un condottiero mongolo, Khan dell'Orda d'Oro dal 1397 al 1399 o 1400.

## Biografia
Lontano discendente di Gengis Khan, era figlio del khan dell'Orda Bianca Timur Malik, che combatté contro Toktamish. Dopo la morte del padre nel 1379, Kutlug fu cresciuto nella corte di Toktamish. Nel 1388, assieme al valoroso condottiero Edigu, tentò di ribellarsi contro quest'ultimo, ma i due finirono col cercare riparo presso la corte di Tamerlano.
Durante l'intenso conflitto fra Toktamish e Tamerlano, protrattosi dal 1391 al 1395, fondò un ulus indipendente nella regione compresa fra il basso Volga e il fiume Ural, stabilendo la sua capitale a Sarajčik (nel moderno Kazakistan). Con la sconfitta di Toktamish, Kutlug fu incoronato khan dell'Orda d'Oro grazie all'aiuto di Edigu, il quale mantenne tuttavia il controllo del potere. Nel 1398 creò la sua moneta, mentre l'anno seguente guidò i tatari assieme ad Edigu nella battaglia del fiume Vorskla.
Kutlug fu ucciso nel 1399 o nel 1400 in uno scontro con un figlio di Toktamish e succeduto immediatamente dal fratello Shadi Bek. Il figlio Timur ricoprì anch'egli il titolo di khan dell'Orda d'Oro, dal 1410 al 1412.